# Zangberg
Zangberg ist eine Gemeinde im oberbayerischen Landkreis Mühldorf am Inn und ein Mitglied der Verwaltungsgemeinschaft Oberbergkirchen.

## Geografie

### Geografische Lage
Die Gemeinde liegt in der Region Südostoberbayern am nördlichen Rand des Isentales und bildet den Eingang zum tertiären niederbayerischen Hügelland.

### Gemeindegliederung
Es gibt 20 Gemeindeteile (in Klammern ist der Siedlungstyp angegeben):
- Atzging (Weiler)
- Dorneck (Einöde)
- Emerkam (Weiler) *
- Englhör (Einöde)
- Grön (Einöde) *
- Hausmanning (Einöde)
- Herrnteisenbach (Einöde)
- Kaps (Weiler) *
- Kröppen (Einöde)
- Landenham (Weiler) *
- Moos (Weiler)
- Moosen (Weiler)
- Palmberg (Kirchdorf)
- Permering (Einöde) *
- Stegham (Einöde) *
- Taubenthal (Einöde)
- Unterkiefering (Einöde)
- Weiher (Weiler) *
- Weilkirchen (Weiler mit Kirche)
- Zangberg (Pfarrdorf)

Es gibt die Gemarkungen Weilkirchen und Zangberg.

## Geschichte

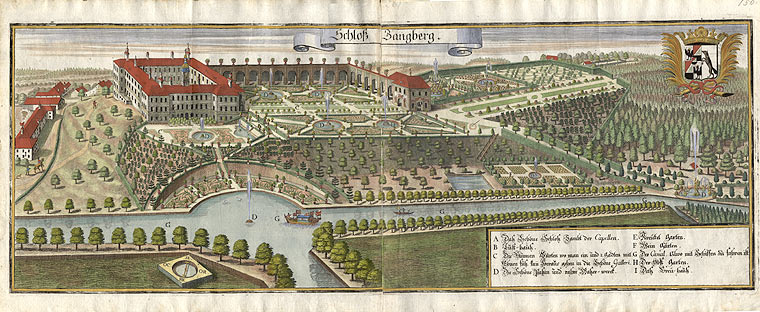
Michael Wening: Schloss Zangberg, Anfang 18. Jh.

### Bis zur Gemeindegründung
In den mittelalterlichen Ortsnamenbelegen hält sich die Endung -werk hartnäckig (1285: Zangwerch, 1304 Zangwerich, 1390 Zangwerg, 1423 Zangwerkch), weshalb wohl nicht -berg zugrunde liegen kann. In Verbindung mit dem Erstbeleg Ziunberch von 1220 kann die Deutung Zaunwerk/Flechtwerk gewonnen werden, was in einem Beleg von 1285 auch explizit erwähnt wird: Um die newen veste, di der Harschircher gebowen hat ouf des gotshous aigen datz Zangwerch.
Der Gemeindeteil Weilkirchen wird schon 788 als ecclesia ad Uuila (von lateinisch villa) erwähnt. Der Ort gehörte zum Rentamt Landshut und zum Landgericht Neumarkt des Kurfürstentums Bayern. Die Gräfin von der Wahl besaß hier um 1800 die offene Hofmark Zangberg. Im Zuge der Verwaltungsreformen in Bayern entstand mit dem Gemeindeedikt von 1818 die Gemeinde.
Das Ortsbild wird bestimmt durch den im 17. Jahrhundert entstandenen Bau des heutigen Klosters St. Josef. In den Räumen der früheren Höhere-Töchter-Schule der Salesianerinnen Zangberg, deren berühmteste Schülerin wohl Zita von Bourbon-Parma war, befinden sich heute auch die BSH Academy der BSH Hausgeräte GmbH sowie Schulungsräume der Capgemini sd&m.

### Eingemeindungen
Am 1. Oktober 1937 wurde die Gemeinde Weilkirchen eingegliedert.

### Einwohnerentwicklung
Zwischen 1988 und 2021 wuchs die Gemeinde von 810 auf 1152 Einwohner bzw. um 42,2 %.
- 1840: 0476 Einwohner[6]
- 1871: 0673 Einwohner
- 1900: 0689 Einwohner
- 1925: 0712 Einwohner
- 1939: 0596 Einwohner
- 1950: 0909 Einwohner
- 1961: 0695 Einwohner
- 1970: 0569 Einwohner
- 1987: 0800 Einwohner
- 1991: 0845 Einwohner
- 1995: 0922 Einwohner
- 2000: 0947 Einwohner
- 2005: 1015 Einwohner
- 2010: 1082 Einwohner
- 2015: 1106 Einwohner
- 2021: 1152 Einwohner

## Politik

### Gemeinderat und Bürgermeister
Bei den Kommunalwahlen in Bayern 2020 erhielten im Gemeinderat die Wählervereinigung Zangberg 10 Sitze, Bündnis 90/Die Grünen 2 Sitze. Bürgermeister ist Georg Auer jun. (Wählergemeinschaft Zangberg). Dieser wurde am 15. März 2020 mit 523 von 630 gültigen Stimmen gewählt.

### Wappen
|  | Blasonierung: „In Silber über grünem Dreiberg eine schräggestellte rote Schmiedezange.“ |
|  |                                                                                         |

## Sehenswürdigkeiten
- Katholische Pfarrkirche Herz Jesu. Von der Ausstattung verdient vor allem ein großes Kruzifix Beachtung, da es ein Überrest des 1858 abgebrochenen Bennobogens der Münchner Frauenkirche ist.
- Kloster Zangberg, das ehemalige Schloss Zangberg
- Kirche St. Peter und Paul in Palmberg (Grab des Dichters Martin Greif)
- Kirche St. Georg in Weilkirchen

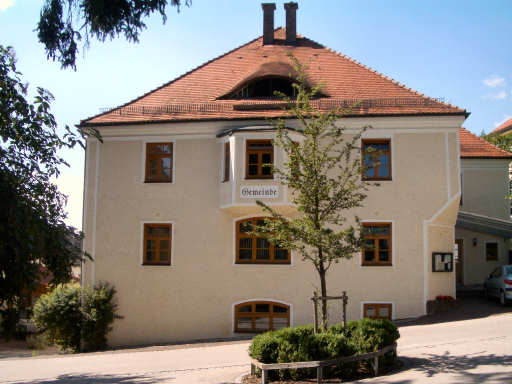
Rathaus
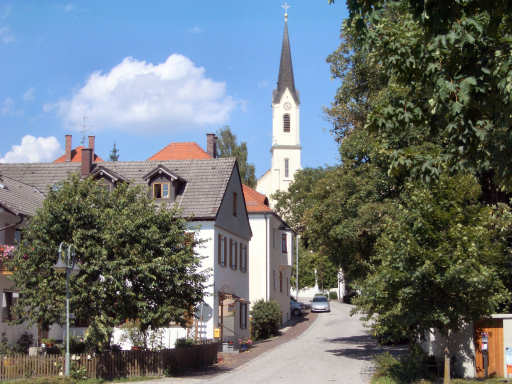
Kirche Herz Jesu
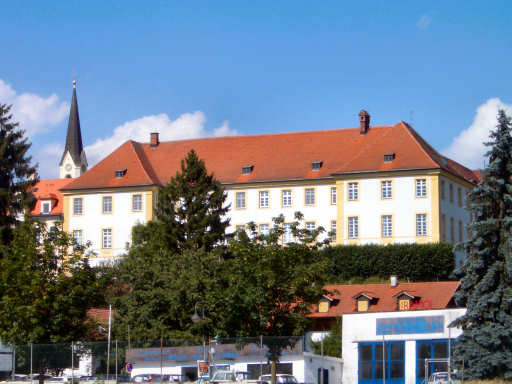
Kloster St. Josef, Westansicht
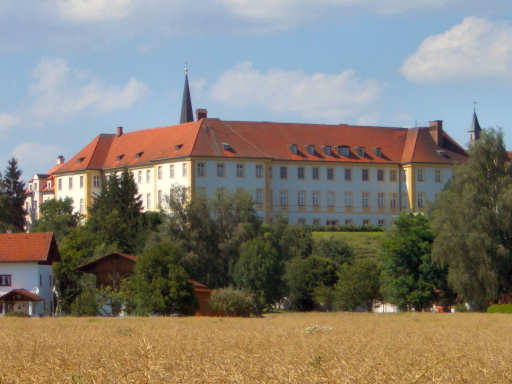
Kloster St. Josef, Südansicht
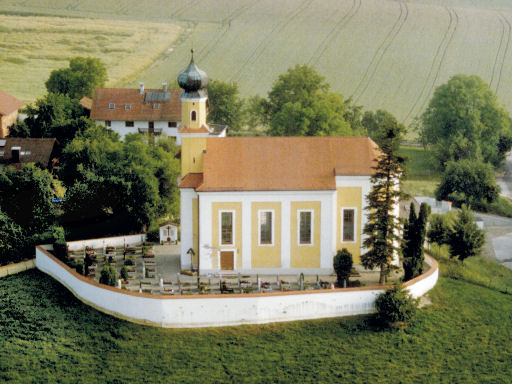
Kirche St. Peter und Paul in Palmberg
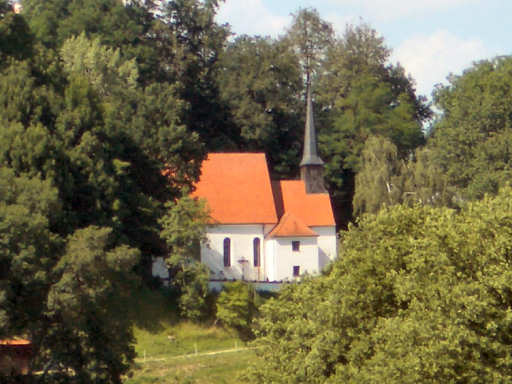
Kirche St. Georg in Weilkirchen
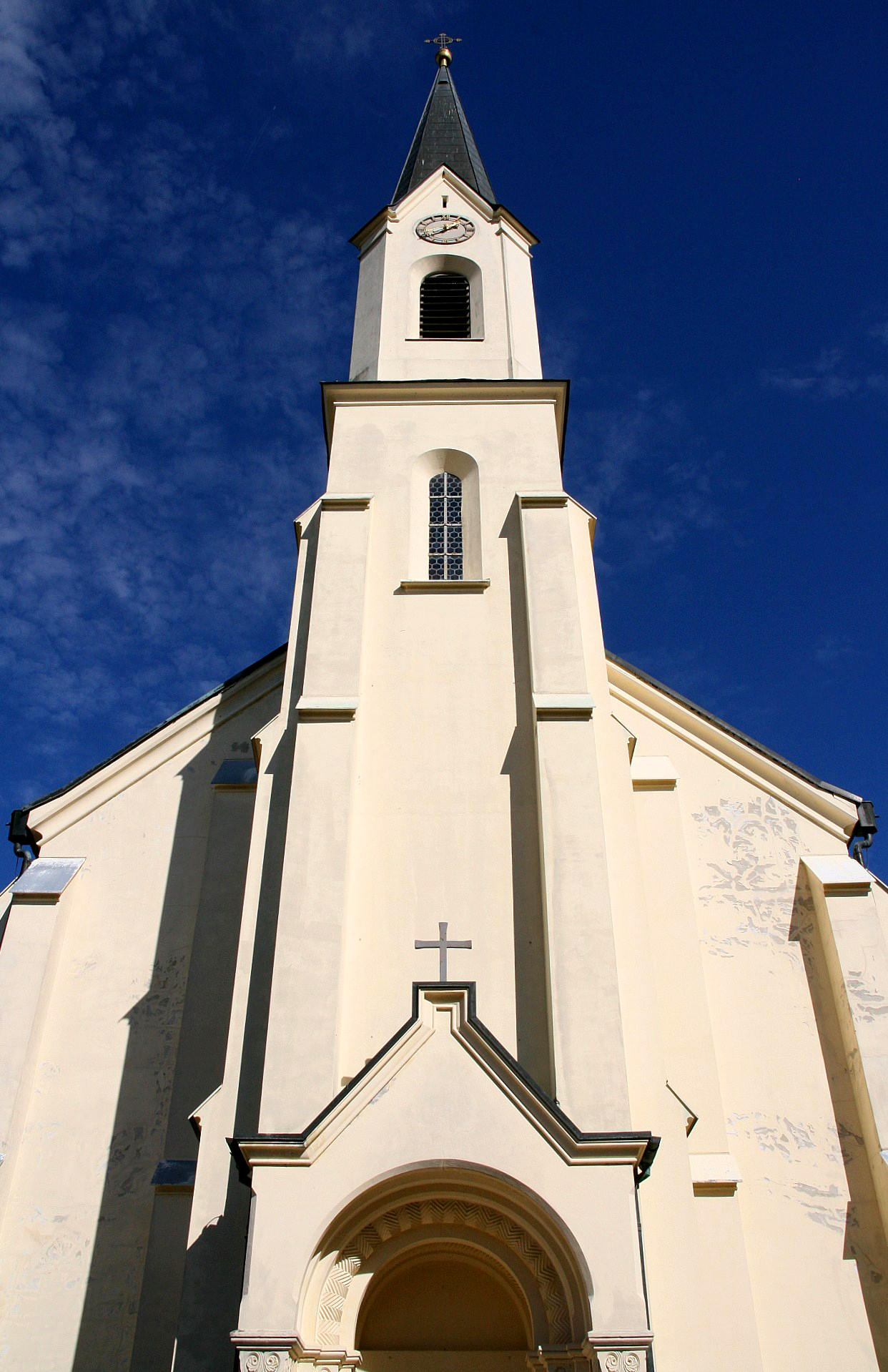
Kirche Herz Jesu, Vorderseite

## Wirtschaft und Infrastruktur

### Wirtschaft
2020 gab es in der Gemeinde 184 sozialversicherungspflichtige Arbeitsplätze. Von der Wohnbevölkerung standen 384 Personen in einem versicherungspflichtigen Beschäftigungsverhältnis. Damit war die Zahl der Auspendler um 200 Personen größer als die der Einpendler. 12 Einwohner waren arbeitslos. 2020 gab es 19 landwirtschaftliche Betriebe.

### Bildung
In Zangberg gibt es einen gemeindlichen Kindergarten (50 Plätze), eine Kinderkrippe (12 Plätze) und eine Grundschule (Stand 2021).

## Persönlichkeiten
- Valentin Dasch (1930–1981), Politiker der CSU, MdB
- Nikolaus Asenbeck (1930–2021), Politiker der CSU, MdL
- Marianne Zollner (* 1956), Politikerin der SPD, aufgewachsen in Zangberg